# SNR G292.0+01.8
SNR G292.0+01.8, conocido también como G292.0+01.8, 1ES 1122-58.9 y AJG 11, es un resto de supernova situado en la constelación de Centauro. Fue descubierto como radiofuente en 1962 en un estudio a 1410 MHz de frecuencia de la zona sur de la Vía Láctea.

## Morfología
SNR G292.0+01.8 es un resto de supernova de colapso del núcleo (CC) que se caracteriza por la emisión de rayos X, luz visible y radiación infrarroja desde el material expulsado y desde el medio circunestelar.
En longitudes de onda de rayos X, muestra un rico e intrincado diseño en la materia eyectada así como estructuras en el medio que lo rodea. La masa expelida forma redes de nudos y filamentos distribuidos por la cara de todo el objeto. Superpuesto a la eyección está el medio circunestelar sometido al choque, que se manifiesta en forma de diversas estructuras distintivas en los rayos X: un cinturón ecuatorial, filamentos delgados en forma de circunferencia y una emisión difusa procedente de la parte externa. El cinturón es una estructura densa observada en diferentes longitudes de onda —luz visible, infrarrojo y rayos X—. Por su parte, el material expulsado alcanza velocidades de 1000 km/s, estando formado fundamentalmente por oxígeno, neón y magnesio. Otros elementos como silicio, azufre y hierro se acumulan en el hemisferio noroeste del remanente.
SNR G292.0+01.8 está catalogado como un resto de supernova «rico en oxígeno» —al igual que 1E0102−72.3 o Cassiopeia A— por el predominio de la línea de emisión del oxígeno en su espectro en luz visible.

## Remanente estelar
SNR G292.0+01.8 contiene al púlsar PSR J1124-5916, así como a la nebulosa formada por su viento, detectada en rayos X y ondas de radio. Dicho remanente estelar es complejo y rico en oxígeno, una reliquia sorprendente en la explosión de una estrella masiva.
Es uno de los púlsares más jóvenes y energéticos conocidos, y muestra dos estados de desaceleración en su rotación, un estado de desaceleración normal (que corresponde al 80% del tiempo de observación) y un estado de desaceleración «aminorado».

## Edad y distancia
La antigüedad de SNR G292.0+01.8, estimada por diversos métodos, es de 3000 años aproximadamente: 2990 ± 60 años —edad calculada a partir del movimiento propio y los ángulos de separación entre los nudos de eyección y su posición respecto al punto donde explosionó la supernova—, o 2600 ± 250 años, de acuerdo a la velocidad y el tamaño de la onda de choque.
De igual modo coincide la edad estimada del púlsar asociado (2850 años).
SNR G292.0+01.8 se encuentra a una distancia aproximada de 6000 pársecs.
Su tamaño angular en rayos X y ondas de radio es de 9 minutos de arco, lo que corresponde a un diámetro real aproximado de 16 pársecs.